# Luis Novas Terra
Pour les articles homonymes, voir Novas.
Luis Novas Terra, de son vrai nom Ludwing Neulaender (Allemagne, 1923 - Montevideo, 1979), est un écrivain, dramaturge et journaliste uruguayen.

## Biographie
Né en Allemagne, de famille juive.
En 1938, il a émigré en Uruguay pour échapper à la persécution nazie.
Son nom est associé avec d'autres artistes uruguayens comme Federico Wolff, Enrique Almada et Carlos Maggi.

## Œuvres
- Tres estudios sobre Wozzeck de Georg Büchner (coauteur avec Ángel Rama et Rubén Yáñez, 1958)
- Todos en París conocen (1960)
- Pintura uruguaya: 7 creadores de hoy (1968)
- Antología del teatro uruguayo moderno (1988)[2]
- M.M.Q.H. (fiction, 1991)
- Pan y circo (?)
- El jazmín azul (?)
- Una vida color topacio (?)